# Elezioni locali in Corea del Nord del 1959
Le elezioni delle assemblee popolari delle città, delle contee, dei distretti, dei paesi, delle frazioni, dei villaggi e dei distretti operai in Corea del Nord del 1959 si tennero il 28 novembre. 
Furono eletti 9 759 deputati delle assemblee popolari delle contee e dei distretti e 53 882 deputati delle assemblee popolari delle città, dei villaggi, dei paesi e dei distretti operai.
L'affluenza fu del 100% e i candidati ricevettero un tasso di approvazione del 100%.